# James Proche
James Proche II (Dallas, 21 settembre 1996) è un giocatore di football americano statunitense che milita nel ruolo di wide receiver per i Tennessee Titans della National Football League (NFL).

## Carriera

### Baltimore Ravens
Washington al college giocò a football a SMU dal 2016 al 2019. Fu scelto dai Baltimore Ravens nel corso del sesto giro (201º assoluto) del Draft NFL 2020. Nella sua stagione da rookie disputò 14 partite, con una ricezione da 14 yard e 198 yard su ritorno.

### Cleveland Browns
Il 31 ottobre 2023, Proche firmò con la squadra di allenamento dei Cleveland Browns. Il 7 novembre fu promosso nel roster attivo.
Proche rifirmò con i Browns il 19 marzo 2024. Fu svincolato il 27 agosto dopo di che rifirmò con la squadra di allenamento.

### Tennessee Titans
Il 26 marzo 2025 Proche firmò con i Tennessee Titans.

## Palmarès
- PFWA All-Rookie Team - 2020